# Aylesbury (Royaume-Uni)
Pour la circonscription électorale, voir Aylesbury (circonscription du Parlement britannique).
Aylesbury est la capitale du comté de Buckinghamshire, en Angleterre. La ville fait partie de la ceinture de Londres. Elle comptait
69 173 habitants en 2001.
L'Hôpital de Stoke Mandeville est situé dans la ville.

## Transports
- Gare d'Aylesbury

## Personnalités liées à la ville
- Frances Helen Aitchison (1881–1947), joueuse de tennis britannique du début du XXe siècle, y est mort ;
- Michael Apted (1941-2021), réalisateur et producteur de cinéma et de télévision anglais, y est né ;
- Rutland Boughton (1878-1960), compositeur, y est né ;
- Emmerson Boyce (1979-), joueur de football barbadien, y est né ;
- Heather Couper (1949-2020), astronome britannique qui a popularisé l'astronomie à la télévision durant les années 1980 et 1990, y est morte ;
- Liam Gillick (1964-), artiste contemporain, y est né ;
- Thomas Gore Browne (1807-1887), officier britannique est homme d'État, successivement gouverneur de Ste Hélène, Gouverneur de Nouvelle-Zélande, Gouverneur de Tasmanie et Gouverneur des Bermudes, y est né ;
- Pamela Relph (1989-), rameuse handisport, y est née ;
- Andy Riley (1970-), auteur, dessinateur, scénariste BD, et scénariste de télévision, y est né ;
- Sir James Clark Ross (1800-1862), officier de la Royal Navy, explorateur polaire et naturaliste, y est mort ;
- Carolyn Seymour (1947-), actrice, y est née ;
- George Kearsley Shaw (1751-1813), botaniste et un zoologiste, y est né ;
- May Sinclair (1863-1946), écrivaine et critique littéraire britannique, y est morte ;
- David Sole (1962-), joueur de rugby à XV écossais qui a joué avec l'équipe d'Écosse de 1986 à 1992, y est né ;
- Susan Strange (1923-1998), une des fondatrices de l'économie politique internationale, y est morte ;
- Ellen White (1989-), footballeuse internationale anglaise, y est née.

## Jumelage
- Bourg-en-Bresse (France)